# Ејдријан (Тексас)
Ејдријан (енгл. Adrian) град је у америчкој савезној држави Тексас. По попису становништва из 2010. у њему је живело 166 становника.

## Демографија
Према попису становништва из 2010. у граду је живело 166 становника, што је 7 (4,4%) становника више него 2000. године.
| Група             | 2000.       | 2010.       |
| Белци             | 124 (78,0%) | 140 (84,3%) |
| Афроамериканци    | 0 (0,0%)    | 4 (2,4%)    |
| Азијати           | 0 (0,0%)    | 5 (3,0%)    |
| Хиспаноамериканци | 34 (21,4%)  | 16 (9,6%)   |
| Укупно            | 159         | 166         |